# Windows NT 3.51
Windows NT 3.51 - третя операційна система лінійки Microsoft Windows NT. Вона була випущена 30 травня 1995 року, через 9 місяців після Windows NT 3.5. Основними нововведеннями в цій версії стали підтримка архітектури PowerPC, а також клієнт-серверної взаємодії з Windows 95, яка була випущена на три місяці пізніше NT 3.51. Нова версія, Windows NT 4.0, була випущена роком опісля; підтримка 3.51 тривала до 31 грудня 2001 року.

## Загальна характеристика
Версія Windows NT 3.51 в Microsoft розглядалася як «випуск для PowerPC». Спочатку планувалося випустити адаптовану для PowerPC версію NT 3.5, але, за словами співробітника Microsoft Девіда Томпсона, команда розробників була змушена чекати, поки IBM закінчить роботу над PowerPC. Крім PowerPC, NT 3.51 підтримувала архітектури x86, MIPS і Alpha.
В NT 3.51 були включені такі нові можливості, як підтримка PCMCIA, стиснення файлів NTFS, замінюваний WinLogon (GINA), підтримка 3D-графіки з використанням OpenGL, постійні IP-маршрути з використанням протоколу TCP/IP, автоматичне зображення текстових описів кнопок панелей інструментів при приміщенні на них курсора миші («спливні підказки») і підтримка спільних елементів управління Windows 95.
Попри значні відмінності в архітектурі ядра, Windows NT 3.51 могла запускати більшість додатків Win32, створюваних для операційної системи Windows 95. Пізніші 32-бітні програми часто не запускаються під NT 3.51, оскільки розробники забороняють їх запуск на операційних системах, випущених до Windows 98, а також через те, що вони неправильно працюють із застарілим інтерфейсом NT 3.51.
Windows NT 3.51 підтримувала запуск 32-бітних версій Microsoft Office аж до Office 97 SR2b, однак не підтримувався запуск 32-бітних версій Internet Explorer 4. Пізніше була випущена версія IE 5.0, що підтримувала NT 3.51.

### NewShell
26 травня 1995 року Microsoft випустила тестову версію нової системної оболонки, що одержала офіційне найменування Shell Technology Preview і неофіційне NewShell. Це була перша версія сучасного GUI Windows, панель завдань і меню «Пуск». Вона була розроблена, щоб замінити інтерфейс Windows 3.x, заснований на менеджері програм і менеджері файлів на інтерфейс, заснований на Windows Explorer. Можливості даної оболонки відповідали Windows Chicago (кодове ім'я Windows 95) на пізніх бета-стадіях розробки; однак це був лише випуск, призначений для тестування нових можливостей. Другий випуск Shell Technology Preview, що отримав позначення Shell Technology Preview Update, став доступним для користувачів MSDN і CompuServe 8 серпня 1995 року. Обидва випуску містили Windows Explorer версії 3.51.1053.1. Shell Technology Preview так і не був випущений в остаточній версії. Програма була передана групі розробників Windows Cairo, і пізніше була інтегрована в лінійку операційних систем NT з випуском NT 4.0 в липні 1996 року.
Для NT 3.51 було випущено 5 пакетів оновлень, містили виправлення помилок і нові можливості. Пакет оновлення 5, наприклад, містив виправлення помилок, що мають відношення до проблеми 2000 року.
NT 3.51 була останньою системою в лінійці NT, яка могла працювати на процесорі Intel 80386. Ця її особливість, а також підтримка файлової системи HPFS (виключена з Windows 2000 і пізніших версій), а також її здатність використовувати частину загальних елементів управління, призвели до того, що дана версія досі іноді використовується на старих комп'ютерах. Windows NT 3.51, як і інші версії лінійки Windows NT.3x, сумісні з деякими текстовими програмами OS/2 1.x.

## Системні вимоги
|                                 | Windows NT Workstation   | Windows NT Server        |
| ------------------------------- | ------------------------ | ------------------------ |
| Процесор                        | 386 або 486/25 processor | 386 або 486/25 processor |
| Пам'ять                         | 12 MB RAM                | 16 MB RAM                |
| Відеокарта                      | VGA                      | VGA                      |
| Вільне місце на жорсткому диску | 90 MB                    | 90 MB                    |

Windows NT 3.51 підтримує жорсткі диски з інтерфейсами IDE, EIDE, SCSI і ESDI. Підтримуються такі схеми адресації EIDE, як LBA, ONTrack Disk Manager, EZDrive і Extended cylinder-head-sector.